# Dリーグ (企業)
株式会社Dリーグ（ディーリーグ、英: D.LEAGUE, INC.）は、東京都渋谷区に本社を置くダンスイベント運営会社。プロダンスリーグのD.LEAGUEを運営・主催を目的とする。
日本のストリートダンスの発展と普及を図ると共に、ストリートダンスのプロフェッショナルを生み出し、アートとスポーツ、そしてビジネス面での新たな価値創造を目指す団体として、2020年2月に設立された。

## 事業内容
- プロダンスリーグのD.LEAGUEを含む主管試合のチケッティング及びプロモーション
- 協賛企業に対し多様な提案
- WEB及び国内地上波放送局への番組販売
- 映像デジタルコンテンツの使用権販売
- オフィシャルグッズの企画・制作・販売・管理

## 役員構成
- 代表取締役CEO：平野岳史
- 代表取締役COO：神田勘太朗
- 取締役：伊藤寛二
- 取締役：小田延宏
- 取締役：平塚拓也
- 取締役：金光聖史
- CMO：阿比留一彦
- 執行役員：持田雄平
- 監査役：菊池貴之

### 過去
- Chief Creative Adviser：EXILE HIRO